# Pas sérieux s'abstenir (film)
Pour les articles homonymes, voir Pas sérieux s'abstenir.
Pas sérieux s'abstenir (Man zkt vrouw) est un film belge réalisé par Miel Van Hoogenbemt, sorti en 2007.

## Synopsis
Le jour de sa retraite, Leopold réalise à quel point il est seul. Alors qu'Ada, sa femme de ménage roumaine, lui annonce qu'elle retourne dans son pays, il décide de se trouver une compagne grâce à un site de rencontres sur Internet afin de rompre la solitude. Plusieurs femmes lui répondent et Leopold doit gérer ses rendez-vous avec l'aide de son voisin. Alors que les rencontres se succèdent, Leopold voit débarquer Alina, la nièce d'Ada, venue prendre sa relève malgré son manque évident d'aptitude aux tâches ménagères. D'abord agacé par son incompétence, Leopold finit par se prendre d'affection pour elle.

## Fiche technique
- Titre français : Pas sérieux s'abstenir
- Titre original : Man zkt vrouw
- Réalisation : Miel Van Hoogenbemt
- Scénario : Pierre De Clercq (nl) et Jean-Claude Van Rijckeghem
- Production : Jean-Claude Van Rijckeghem, Mieke De Wulf et Dries Phlypo
- Musique : Spinvis
- Photographie : Frank van den Eeden
- Montage : Ludo Troch
- Dates de sortie :
  - 1er août 2007 à Anvers (première)
  - 8 août 2007 en Belgique
- Langues : néerlandais et roumain
- Durée : 107 minutes

## Distribution
- Jan Decleir : Leopold
- Wim Opbrouck : Julien, le voisin de Leopold
- Maria Popistașu : Alina
- Manuela Servais : Anne-Marie
- Bert Haelvoet : Maarten, le fils de Leopold
- Tom Van Bauwel : Bastijns
- Brigitte De Man : Francine
- Leny Breederveld : Ada, la femme de ménage roumaine
- Nadien Van Vossem : Sophia
- Mia Van Roy : Therese
- Rita Lommée : Monique
- Camilia Blereau : Colette
- Gert Portael : Simone
- Mieke Bouve : Ingrid
- Suzanne Saerens : Silvia
- Mia Boels : Marie-Louise
- Viviane Redant : Eveline
- Monika Dumon : Erna
- Guusje van Tilborgh : Olivia
- Andi Vasluianu : Liviu, le petit ami d'Alina

## Commentaires
Le titre original Man zkt vrouw peut se traduire par « Homme ch. femme », en référence aux petites annonces matrimoniales, même si le héros utilise en réalité un site de rencontres.
Le tournage a essentiellement eu lieu à Gand, dans la région flamande de la Belgique.
Le film a été projeté au Festival international du film francophone de Namur en 2007.

## Récompenses
- Prix d'interprétation féminine au Festival du Cinéma Européen Cinessonne (Paris)
- Golden Reel Award du meilleur acteur au Festival international du film de Tiburon (États-Unis)